# Turkey Creek
Turkey Creek è un comune degli Stati Uniti d'America, situato nella parrocchia di Evangeline dello Stato della Louisiana.